# Tyree Washington
Tyree Washington, ameriški atlet, šprinter, * 28. avgust 1976, Riverside, Kalifornija, ZDA.
Washingtonova paradna disciplina je bil tek na 400 m in štafeta 4x400 m. Skupaj je osvojil tri naslove dvoranskega svetovnega prvaka in en naslov svetovnega prvaka na prostem.

## Kariera
Washington je do prve kolajne na Svetovnih prvenstvih prišel že leta 1997, ko si je v Atenah pritekel bron. Šest let kasneje je nato v teku na 400 m postal svetovni prvak tako v dvorani kot na prostem. Dosežek je kronal še s prvima mestoma v štafeti 4x400 m. Na prostem je leta 1998 skupaj z Antoniom Pettigrewom, Michaelom Johnsonom in Jeromom Youngom celo postavil svetovni rekord 2:54.20. Kasneje je Svetovna atletska zveza svetovni rekord iz leta 1998 odvzela. Razlog odvzemu tiči v tem, da so tako pri Pettigrewu kot pri Youngu odkrili kršitve dopinških pravil. Svetovni rekord tako ostaja dosežek še ene ameriške štafete iz leta 1993, 2:54.29.
Na Svetovnem prvenstvu 2003 je Washington skupaj z Youngom, Calvinom Harrisonom in Derrickom Brewom osvojil prvo mesto v štafeti 4x400 m in drugo mesto v posamičnem teku na 400 m, za Youngom. Junija 2003 so nato Harrisona spoznali za krivega dopinškega prestopka (modafinil), s čimer je četverica izgubila svojo kolajno v štafeti 4x400 m. Kasneje so doping odkrili tudi pri Youngu, ki so mu leta 2004 podelili doživljenjski suspenz, prvič so ga namreč kaznovali že leta 1999. Prav tako so mu izbrisali vse dosežke za nazaj, s čimer je zlata kolajna v posamičnem teku na 400 m tako pripadla Washingtonu.
Washingtonova zadnja večja zmaga je prišla na Svetovnem dvoranskem prvenstvu 2006, ko je v štafeti 4x400 m vnovič osvojil zlato kolajno. Od aktivne atletske kariere se je upokojil leta 2008, potem ko se mu ni uspelo prebiti skozi sito ameriških kvalifikacij za nastop na olimpijskih igrah.

## Osebni rekordi
| Disciplina | Dosežek | Prizorišče                    | Datum         |
| ---------- | ------- | ----------------------------- | ------------- |
| 100 m      | 10.41   | Azusa, Kalifornija, ZDA       | 9. april 2005 |
| 200 m      | 20.09   | Edwardsville, Illinois, ZDA   | 22. maj 1999  |
| 400 m      | 44.28   | Los Angeles, Kalifornija, ZDA | 12. maj 2001  |

- Vir:[6]